# Ikarus 190
Az Ikarus 190, az Ikarus gyár elővárosi rendszerre kifejlesztett autóbusztípusa volt, mely direkt a szigorú német-szabványoknak volt megfeleltetve.

## Kezdetek
Az 1970-es években beindult az Ikarus gyár 200-as családjának a sorozatgyártása. A gyár ekkor komoly nemzetközi elismerésekben részesült, ezért úgy döntöttek, hogy megpróbálnak betörni a nyugatnémet piacra is. A '70-es években az NSZK-ban működött egy úgynevezett Közlekedési Vállalatok Szövetsége (németül: Verband Öffentlicher Verkehrsbetriebe). Ez a szervezet alakította ki, az úgynevezett VöV-szabvány, amely egy szigorú rendszer volt arra, hogy a forgalomba állított buszok, hogyan is nézzenek ki, hogyan legyenek kialakítva. Ennek a szigorú szabályozásnak a következménye, hogy az Ikarus 190-es nagymértékben - a laikus számára az összetéveszthetőségig - hasonlít más, a szabvány szerint kialakított buszokhoz, mint például a Mercedes-Benz O305-höz vagy a MAN 750 HO-SL-hez. Csak, hogy a legismertebbeket említsük.
A '70-es években Magyarországon a 200-as család kezdett el dominálni, amit éppen azért fejlesztettek ki, hogy egy egységes, de univerzális járműparkot tudjon előállítani a gyár. Ugyanakkor ezzel az elvvel szorosan szemben áll farmotoros városi- és elővárosi buszok kialakítása, mivel a korban még nem volt megoldott a becsuklásgátlás, ami megakadályozta farmotoros csuklós buszok fejlesztését. Azonban, mivel az Ikarus 190-es nem a 200-as család tagja volt, hanem a VÖV-szabvány szerint épült, nem csak opció volt, hanem kötelezettség is, hogy a motor a jármű hátuljába kerüljön. Ennek következtében a típus egy meglehetősen korszerű, 740 mm-es padlómagasságot kaphatott. 

## Története
Ugyan az Ikarus mérnökeinek nem volt túl nagy a szabadságfoka a tervezésben, mégis sikerült egyedit alkotniuk, viszonylag rövid idő alatt. A siker két mérnök irányításának köszönhető: Bauer Ernő és Mares Gyula. Továbbá a fejlesztés lépcsőit Mátyásföldön két nyugatnémet szakember is felügyelte. Magát a karosszériát, mint, akkor oly sok másik típusét is, Finta László tervezte meg. Az első prototípus 1971-ben készült el. Közben elkészült egy második prototípus is, amely egy féléven át tartó Hamburgi tesztre érkezett Nyugat-Németországba. A következő két évben a típus bejárta Európát és nemzetközi sikereket ért el, így például: kiállították Genfben és Nizzában pedig ezüstserleget kapott, kiváló gyorsulásáért.

### NSZK
Hamburgban végül az Ikarus meg is előzte a konkurenseit, a már bejáratott nyugatnémet gyártókat, és 1973-ban megegyeztek 20 autóbusz leszállításáról. A város olyannyira meg volt elégedve az Ikarussal, hogy további 134 buszt rendelt 1977-ig bezárólag és döntő mennyiségben a magyar gyártó buszaival látta el tömegközlekedését. Ezek a példányok egészen az 1980-as évek közepéig üzemben voltak a városban, ezután kisebb német városokba, illetve a Szovjetunióba, pontosabban a mai Ukrajnába kerültek. A VHH, a Hamburgi Közlekedési Vállalat egy járművet megtartott felújításra.

### Kuvait
A németországi sikereket követően Kuvait is érdeklődését fejezte ki a típus iránt, 1977-ben 100 járművet rendeltek az Ikarustól. Ezeken az altípusokon némi változtatást végeztek:
- a különösen nagy meleg miatt a hátfalra került egy hűtőrács, a motor védelme érdekében.
- illetve a homlok- és hátfali fényszórókat lecserélték a 200-as széria szabványára, a gyártás megkönnyítése végett.

A járművek a már kiöregedett Ikarus 66-osokat váltották és egészen a '80-as évek végéig forgalomban maradtak.

### Egyéb próbálkozások, tervek
A gyár elkészített 1978-ban egy kísérleti példányt a BKV részére is, ahol három éven át tesztelték, ugyanakkor a típusból a cég nem rendelt többet, részben mert továbbra is az olcsó 200-as szériát pártolták, részben pedig a kétajtós kivitelezés miatt.
Tervezőasztalon létezett továbbá egy Ikarus 190T jelű trolibusz és egy Ikarus 191-es jelű jobbkormányos verzió is, azonban ezek nem valósultak meg.
Svédországban azonban felfigyeltek a típusra és az Ikarus a 190-es alapjaira ki is fejlesztett két járművet a szóló 194-est és a csuklós 196-ost, amelyek sikerrel szerepeltek a Skandináv országban és megalapozták a gyár későbbi jó hírét a térségben.

## Altípusok
| Altípus jelzése | Kivitel                                                         | Célország |
| --------------- | --------------------------------------------------------------- | --------- |
| 190.00          | Eredeti verzió.                                                 | NSZK      |
| 190.01          | A hátsó sarokba is ablak került.                                | NSZK      |
| 190.02          | A hátsó sarokba is ablak került és csökkent az ülőhelyek száma. | NSZK      |
| 190.03          | 200-as család fényszórói, Renk-Doromat sebességváltó.           | Kuvait    |

## Fordítás
- Ez a szócikk részben vagy egészben  az   Ikarus 190 című német Wikipédia-szócikk ezen változatának fordításán alapul.  Az eredeti cikk szerkesztőit annak laptörténete sorolja fel. Ez a jelzés csupán a megfogalmazás eredetét és a szerzői jogokat jelzi, nem szolgál a cikkben szereplő információk forrásmegjelöléseként.